# Sistematica
La sistematica è un ramo delle scienze biologiche che si occupa di classificare gli esseri viventi e di identificarne le relazioni.
Attualmente si utilizza un sistema naturale nel quale gli organismi geneticamente più vicini sono classificati insieme ed il nome delle specie viene assegnato sulla base di relazioni filogenetiche. Esistono anche dei sistemi artificiali in cui alcuni caratteri (spesso quelli di più facile osservazione) sono scelti come base per la classificazione (es. guide fotografiche che dividono i fiori in base al colore).
Le principali fasi della ricerca sistematica sono: i)  descrivere dettagliatamente le specie, ii) nominarle in modo univoco per mezzo di un binomio (o trinomio) latino secondo le regole della nomenclatura, iii)  riunire specie con caratteristiche comuni all'interno di entità gerarchiche predefinite: genere, famiglia, ordine, classe, divisione, regno. Tali gruppi sono chiamati taxa e il ramo della sistematica che si occupa di dare questi nomi è la tassonomia.

## Storia

### Antichità
Per quanto riguarda il pensiero occidentale, la storia della sistematica viene fatta risalire al IV sec. a.C. con Aristotele, nonostante il problema della classificazione degli esseri viventi fosse già presente nel pensiero greco prearistotelico con l'idea della presenza di un ordine nel manifestarsi dei fenomeni naturali che l'uomo era in grado spiegare in termini razionali. Il problema della classificazione degli esseri viventi e delle loro relazioni compare infatti già con Eurito di Taranto (attivo intorno al 475 a.C.) che applica al mondo vivente uno dei principi basilari di Pitagora: l'identità tra gli oggetti e i numeri che ne costituiscono l'archetipo. Platone poi elabora una vera teoria del processo di classificazione e di definizione delle classi da una categoria generale (ghénos) fino a quelle  elementari (éidos) attraverso l'estrapolazione del generale dal particolare (synagoghé) a cui si affianca la "suddivisione logica" (diáresis) che consiste nel separare un qualunque universo in due sottounità basandosi su una caratteristica discriminante (diaphorá) e nel procedere in modo analogo su ciascuna unità che via via viene individuata sino a raggiungere unità considerate indivisibili.
Le principali opee zoologiche di Aristotele sono:
- Historia Animalium (10 libri)
- De Partibus Animalium (4 libri)
- De Generatione et Corruptione (5 libri)

Per Aristotele l'individuo è l'unica "cosa" concreta ed è possibile rilevare alcune caratteristiche comuni che permettono di raggruppare gli individui che le posseggono andando così a giustificare i concetti di ghénos e éidos anche in campo zoologico. In sintesi, Aristotele sostiene che gli animali appartengono alla stessa éidos se le loro componenti sono le stesse; allo stesso ghénos, però ad éide diversi se le loro parti differiscono per il "principio del più o del meno" (es. tutti gli uccelli possiedono un becco ma si distinguono in specie diverse in base alla forma e alla dimensione dello stesso), infine a ghénoi diversi se le loro parti differiscono secondo il "principio dell'analogia" (es. uccelli e pesci sono ghénoi diversi perché piume e scaglie sono strutture analoghe). Egli però non indica un criterio generale.
Tentativi di classificazione sono esistiti fin dall'antichità (si ricordano, tra gli altri, Aristotele e Plinio il Vecchio) ma è con il Systema Naturæ (1758) di Linneo (nome latinizzato del botanico svedese Carl von Linné, 1707-1778) che la sistematica acquista una forma scientifica.
In questo testo Linneo descrisse con un nome scientifico tutte le specie viventi allora conosciute, assegnando a ciascuna di esse un doppio nome (nomenclatura binomia). L'avvento di un metodo di classificazione aiuta l'ordinamento degli oggetti di storia naturale.
Negli anni successivi si dedicheranno alla sistematica anche altri studiosi come Michel Ananson. Nella fase pre-darwiniana anche Jean-Baptiste de Lamarck darà il suo contributo alla sistematica introducendo l'idea di evoluzione (seppur distante da quella darwiniana). Un altro importante contributo, post-darwiniano, fu quello di Willi Hennig con l'introduzione della distinzione tra Plesiomorfia e Apomorfia.
Nel 20 ° secolo, Willi Hennig gettò le basi della classificazione filogenetica sviluppando il paradigma cladista.
I progressi nella genetica hanno portato a una revisione della classificazione di alcuni taxa nell'albero filogenetico dei viventi. Gli approcci sistemici e funzionali alla biodiversità tendono ad acquisire importanza, ma la sistematica rimane fondamentale per l'inventario e la valutazione dell'evoluzione dei viventi.

## Nomenclatura binomia e trinomia
La nomenclatura binomiale fu inventata dal grande botanico e medico di Basilea Gaspard Bauhin (1560-1624), ma fu Linneo a farla diventare regola di nomenclatura.
Il nome completo di una specie, vivente o fossile, si compone di almeno 4 elementi:
Genere, specie, autore, anno.
Il nome del genere va scritto sempre con l'iniziale maiuscola e quello della specie con l'iniziale minuscola (anche se è il genitivo di un nome proprio), ed entrambi sono scritti in corsivo. Genere e specie sono in lingua latina; possono anche essere termini moderni, però sempre in forma latinizzata ed in caratteri latini, anche quando si trovano in pubblicazioni di studiosi di paesi in cui si adoperano altri alfabeti o simboli o ideogrammi. Così, ad esempio, studiosi italiani, arabi e giapponesi scriveranno allo stesso modo il nome di una stessa specie. Questa regola è indispensabile per dare al nome scientifico un carattere unico, distinto ed universale.
Il nome dell'autore va scritto a seguito della virgola che segue il binomio, mentre l'anno al seguito della virgola che segue il nome dell'autore. L'anno e l'autore si riferiscono alla pubblicazione in cui per la prima volta è stato descritto quel determinato organismo. Il nome dell'autore va scritto a lettere maiuscole ed in botanica può essere abbreviato quando si tratti di autori i cui lavori sono noti a tutti (es. Linneo viene abbreviato in L.).
Talvolta il nome dell'autore è posto tra parentesi; ciò significa che l'autore aveva inscritto quell'organismo in un genere diverso e che, successivamente, un altro autore (che può figurare scritto fuori della parentesi, sempre in maiuscolo) lo ha assegnato al genere a cui adesso appartiene.
Va precisato che il nome scientifico non va interpretato come una descrizione dell'organismo: esso è soltanto una chiave d'accesso a quanto già si conosce su quell'organismo, un codice mediante il quale viene identificato unicamente il particolare organismo a cui il nome scientifico è attribuito ad libitum dell'autore.
Talvolta (nomenclatura trinomiale) viene indicata nel nome anche la sottospecie, ed in botanica anche altre suddivisioni minori, come la varietà, che di solito si riferisce alle razze prodottesi spontaneamente in natura, o la cultivar, termine utilizzato per le varietà di piante coltivate. In zoologia la sottospecie, scritta in corsivo minuscolo, segue direttamente il nome specifico, mentre in botanica tra i due termini va inserita, non in corsivo, l'indicazione del tipo di suddivisione: subsp., var. o cv.
I gruppi di ogni categoria tassonomica costituiscono una partizione degli organismi noti: ciò significa che ogni individuo appartiene a una e una sola specie, a uno e un solo regno, e così via.
Le categorie tassonomiche sono ordinate gerarchicamente: ogni genere comprende integralmente una o più specie, ogni famiglia uno o più generi e così via. Man mano che si sale nella gerarchia le caratteristiche comuni ai membri dei gruppi sono minori di numero ma sempre più basilari.
Le categorie tassonomiche più utilizzate sono:
- dominio;
- regno;
- phylum, tipo, divisione;
- classe;
- ordine;
- famiglia;
- genere;
- specie.

## Classificazione dei viventi

Una delle possibili classificazioni (albero filogenetico dei viventi), basato sulle sequenze ribosomiali dell'unità 16s di RNA, originariamente proposto da Carl Woese, detto Three-domain system, del 1990

I rapporti di somiglianza tra le specie (o i gruppi di livello superiore) sono esemplificabili da uno schema ad albero (o dendrogramma): due specie che hanno in comune il genere saranno più simili e vicine tra loro di due che l'hanno diverso, generi simili avranno un nome comune di famiglia e così via. Idealmente la classificazione rispecchia le relazioni filogenetiche, ossia la topologia dell'albero evolutivo. Basandosi esclusivamente su ciò (criterio cladistico) ogni gruppo naturale dovrebbe comprendere tutti e solo i discendenti di una forma ancestrale. Questo comporterebbe che, ad esempio, i Rettili non avrebbero dignità di gruppo naturale, in quanto Uccelli e Mammiferi discendono da Rettili estinti (Dinosauri e Terapsidi), o meglio, i rettili attuali dovrebbero includere anche gli uccelli, per essere un taxon monofiletico, ovvero i Sauropsida, eliminando gli uccelli tra le classi dei vertebrati.
Si ammettono quindi eventuali e discussi strappi alla regola quando, come nei casi citati, un ramo evolutivo ha subito modifiche abbastanza profonde.
I viventi sono, secondo alcuni schemi classificativi, suddivisi in due grandi domini, nel sistema denominato Two-empire system:
- Eukarya
- Prokarya

Altri ricercatori distinguono anche un gruppo Archea, nel sistema denominato Three-domain system:
- Eukaryota
- Bacteria
- Archea

In uno schema a lungo condiviso, il Cavalier-Smith's six kingdoms, le specie viventi sono assegnate a sei regni:
- Animalia
- Plantae
- Eumycota
- Chromista
- Protozoa
- Bacteria, unico regno del dominio Prokarya

Nello schema più frequentemente chiamato dei sei regni, ugualmente condiviso, il six kingdoms, le specie viventi sono assegnate a sei regni ma diversamente distribuiti e ascrivibili a suddivisioni interne del sistema Three-domain system:
- Bacteria
- Archaea
- Protozoa
- Plantae
- Fungi
- Animalia

Riportando quanto svolto nella voce regno biologico, in maniera asistematica sono riconosciuti, e non globalmente, ma a seconda degli schemi classificativi adottati, fino a sette/otto diversi regni/domini/superdomini, o meglio taxa fondamentali, più o meno condivisi dai diversi autori in quanto ad altezza nella scala tassonomica:
1. Archaea, procarioti con caratteristiche biochimiche uniche, definiti da Carl Woese nel 1977;
2. Bacteria, batteri (o solo eubatteri, in senso stretto, ovvero privati degli archaea), procarioti;
3. Protozoa - in senso stretto, costituito dagli eucarioti unicellulari o pluricellulari, privi di differenziamento in tessuti, ed esclusi i Funghi;
4. Chromista, ora Chromalveolata; eucarioti unicellulari o pluricellulari per la maggior parte fotosintetici, con caratteristiche citologiche proprie, definiti da Thomas Cavalier-Smith nel 1981 (controversa l'attribuzione di regno al gruppo che pare essere polifiletico).
5. Fungi, funghi, eucarioti, eterotrofi, unicellulari o pluricellulari, individuati da alcune particolarità strutturali e metaboliche;
6. Plantae, piante, costituito dagli organismi autotrofi, con differenziamento cellulare e per alcuni studiosi anche senza tale differenziamento;
7. Animalia, animali, costituito dagli organismi eterotrofi con differenziamento cellulare.
8. Acytota, oltre ai precedenti, quello comprendente i Virus è riconosciuto in biologia con valore controverso in quanto non appartenente al superdominio dei biota, come un ottavo regno, che comprenderebbe tutti gli organismi privi di struttura cellulare ma biochimicamente e quindi riproduttivamente completamente dipendenti da un organismo ospite.